# ICI-TV
ICI-TV était une des premières chaînes de télévision locales et indépendantes suisses. Ses studios étaient installés à Vevey, dans le canton de Vaud dans le Swiss Media Center avec la société de production Médiaprofil.

## Historique de la chaîne
La société de diffusion ICI Télévision SA a été créée en 1995, après environ une année de préparatifs et en gestation depuis 1990, par le cinéaste veveysan Costa Haralambis avec les capitaux d'un groupe d'actionnaires régionaux et principalement de l'éditeur montreusien Jean-Paul Corbazlequel s'est activement impliqué dans les préparatifs et le concept du projet. Les émissions étaient produites par Médiaprofil SA, successeur de Cinéprofil, société également créée par Costa Haralambis en 1985 et reprise par même groupe d'actionnaires.
La concession d'exploitation fédérale Radio-TV avait été accordée en décembre 1994, donnant droit par la suite à une quote part de la redevance fédérale Radio-TV. La première émission (un match de basket à Vevey, entre Vevey et Monthey) avait été diffusée en direct et à titre de test le 4 mars 1995 et  le démarrage officiel de la chaîne avec des émissions régulières depuis les studios de Vevey a eu lien le vendredi 19 janvier 1996. 
La campagne de communication globale avait été conçue et réalisée par l'agence Synthèse à Lausanne, sous la direction de Christian Schmutz et les musiques des génériques par Jacques Zurcher à Genève.
Durant la période initiale de 5 ans (1995-2000) ICI-TV était diffusée sur le câble de la SITEL (Cablecom) et s'est illustrée par de nombreuses émissions innovantes et de proximité. Plusieurs d'entre elles étaient diffusées en direct, comme celles, quotidiennes, depuis le Festival de Jazz de Montreux (reprises par d'autres chaînes régionales de l'arc lémanique), la Fête des Vignerons ou d'autres festivals de la région, ou encore des débats lors de périodes électorales et les séances du Conseil Communal de Vevey.
Également sous la direction de Costa Haralambis, Médiaprofil SA (installée dans les mêmes locaux) a poursuivi son développement avec la production de films documentaires, publicitaires et de commande, tout en étant responsable des installations techniques de ICI-TV et en réalisant toutes les émissions de la chaîne, notamment des magazines hebdomadaires. La partie rédactionnelle des émissions d'actualité était, pour sa part, assurée par la rédaction du quotidien La Presse, sous la direction de leur rédacteur en chef Pierre-Alain Luginbuhl.
Au début des années 2000, Costa Haralambis a quitté les deux deux sociétés et vendu ses parts à Jean-Paul Corbaz.
ICI-TV a été par la suite cédée à Thierry Bovay, suite au refus de certaines communes de l'Est Vaudois à poursuivre leurs subventions et support.
ICI-TV a cessé sa programmation le 28 juin 2009 à minuit, pour se fondre dans la nouvelle entité télévisuelle La Télé, créée sur les bases de la nouvelle loi sur la radiotélédiffusion.

## Direction
- Costa Haralambis[11], fondateur, producteur et directeur général 1994-2000.
- Thierry Bovay, directeur 2000-2009.

## Personnel principal(période initiale 1995-2000)
(Liste non exhaustive)
- Jean-Pierre Christen, direction technique, tournage, montage
- Olivier Malherbe, direction commerciale (ICI-TV)
- Ivan Sadik, direction commerciale (Médiaprofil)
- Alain Bougard, journaliste-présentateur
- Pierre Smets, journaliste-présentateur
- Nathalie Pfeiffer, animatrice
- Norbert Ciunski, animateur jeux
- Michel Kergonna, images de synthèse (Médiaprofil)
- Olivier Badoux, tournage
- Greg Stergiou, tournage
- Frédéric Girardet, tournage
- Stéphane Friedli, tournage, montage
- Eddy Antonoff, montage, présentation, animation
- Patrick Barbey, infographie
- Rudi Bruchez, informatique
- Pierre Kipfer, coordination de production
- Patricia Chaubert Schneider, secrétariat

## Budget
D'après TeleSuisse, ICI TV aurait un capital d'actionnaire de 100 000 CHF et faisait un chiffre d'affaires en 2003 d'environ 2 mio de CHF.

## Diffusion
La chaîne émettait sur une zone de diffusion allant de Lavaux en passant par la Riviera vaudoise jusqu'au Chablais vaudois et Saint-Maurice, en Valais.

## Émissions
(Liste non exhaustive)
- L'Info: informations journalières
- Sport Hebdo: actualités sportives
- Vous Ici: actualités régionales hebdomadaires
- Caméra en balade: reflets filmés d'une manifestation régionale
- Photo Portrait: portraits de personnalités régionales
- La Course des Chariots, jeu
- Le Sens de l'Orientation: magazine découverte régionale
- Encore: actualités musicales
- Clip Session: actualités musicales
- Tapage Nocturne: vie nocturne
- Confidences: interview
- Zoom sur les Métiers: documentaires

## Audience
D'après le site internet de la chaîne La Télé, 75 % de la population se trouvant dans la zone de concession regardent la chaîne avec une audience hebdomadaire passant de 55 000 en 2003 à 57 500 en 2007.